# América Barrios
América Barrios (12 de septiembre de 1917-5 de octubre de 2001) fue una primera actriz cubano-venezolana, pionera de la televisión venezolana.

## Biografía
A los 12 años debutó como cantante en fiestas y obras benéficas. Ante su emergente talento, sus maestros la incentivaron para que desarrollara sus cualidades vocales con estudios de teoría y solfeo, los cuales ella realizó en el Conservatorio Musical de Cuba.
Se intuía sus posibilidades como soprano, por la tesitura de su voz, pero lejos de desarrollar carrera en el canto lírico, al poco tiempo incursionó en programas musicales de una estación radial en su ciudad natal. 
En Cuba conoció a su futuro esposo Juan Manuel Jorge Reyes (conocido como Jorge Reyes), quien actuaba y dirigía radionovelas en vivo.
La falta inesperada de una actriz en el elenco de una de esas producciones hizo que él le propusiera a América sustituirla, algo a lo que en principio rehusó, temerosa de fallar en esta actividad para la que no se consideraba estar preparada. Sin embargo, ante la insistencia de Reyes, terminó por aceptar. Ese fue su debut en la actuación y a partir de ese momento, América y Jorge trabajarían juntos en radio, teatro, cine y televisión.
En Venezuela finales de 1941 participó en el melodrama Pobre Hija Mía, con guion y dirección de José Fernández, que llevaba en su elenco a Carmen Rodríguez, Miguel Arenas, Elena D'Orgaz y Domingo Hurtado. La producción estuvo a cargo de Cóndor Films yVenezuela Cinematográfica.
Sin embargo, su gran oportunidad en la pantalla grande llegó en 1949 con La balandra Isabel llegó esta tarde, película escrita y dirigida por Carlos Hugo Christensen y producida por Bolívar Films. Era una versión del cuento homónimo del reconocido escritorGuillermo Meneses, con diálogos a cargo del periodista y humorista, Aquiles Nazoa. Se utilizaron locaciones en Caracas, la Isla de Margarita, la costa de Barlovento y el barrioMuchinga de La Guaira. La banda sonora estuvo a cargo del compositor venezolano Eduardo Serrano.

## Telenovelas
- 1964, Historia de tres hermanas.(RCTV)
- 1970, Cristina.(RCTV) - Doña Graciela Lopez-Castro
- 1971, La usurpadora.(RCTV) - Fidelia
- 1972, Sacrificio de mujer.(RCTV) - Leonor
- 1972, La doña.(RCTV) - Genoveva
- 1973, La italianita.(RCTV) - Dionisia
- 1973, Raquel.(RCTV) - Tía Leoacadia.
- 1974, Bárbara.
- 1976, Carolina.(RCTV) - María.
- 1977, Iliana (telenovela).(RCTV)
- 1978, La fiera.(RCTV)
- 1979, Mabel Valdez, periodista.(RCTV)
- 1979, Estefanía.(RCTV) - Doña María Gracia De Cataldo
- 1981, Luisana mía.(RCTV) - Doña Carlota Andrade
- 1982, Jugando a vivir.(RCTV) - Doña Amalia
- 1983, Bienvenida Esperanza.(RCTV) - Doña Mercedes de Trias
- 1984, Leonela.(RCTV) - Doña Marta
- 1985, Topacio (telenovela).(RCTV) - Doña Hortensia Vda. de Andrade
- 1985, Cristal.(RCTV) - Doña Lucrecia De Bellorin
- 1986, Atrévete (telenovela).(RCTV)
- 1987, Selva María.(RCTV) - Doña Mirita
- 1988, Alma mía (telenovela).(RCTV) - Providencia Monagas
- 1988, Abigail.(RCTV) - Madre Teresa
- 1989, Pobre negro.(RCTV) - Doña Águeda De Alcorta
- 1990, Anabel.(RCTV) - Doña María
- 1992, Por estas calles.(RCTV) -
- 1998, Cambio de piel.(RCTV)

## Cine
- 1942, Pobre hija mía.
- 1946, Sangre en la Playa
- 1950, La balandra Isabel llegó esta tarde.
- 1951 Seis meses de vida
- 1985 Más allá del silencio